# Traditionspflege (Österreich)
Unter Traditionspflege versteht man in Österreich gemeinhin die Pflege bestimmter Traditionen bestimmter militärischer Einheiten oder der Streitkräfte insgesamt. Dabei geht es vor allem um die Verehrung von Feldherren und die Würdigung diverser militärischer Leistungen.

## Geschichte
Zwar gab es die Praxis der Traditionspflege schon in der österreichisch-ungarischen Monarchie, sie wurde jedoch unter dem Heeresminister Carl Vaugoin in der Ersten Republik ab 1922 noch einmal „neu erfunden“ oder aktualisiert: Er hatte es sich zur Aufgabe gemacht, das Bundesheer ab 1922 unter dem Vorwand der „Entpolitisierung“ auf eine antirepublikanische, antidemokratische, prohabsburgische Tradition zu verpflichten.
Ein wichtiges Werkzeug dieses Umganges mit der Geschichte ist das Heeresgeschichtliche Museum (HGM), das – so formulierte es ein entsprechender Erlass im Jahr 2001, „ein integraler Bestandteil der Traditionspflege“ sein soll. Außerdem bot der Erlass eine Definition: „Tradition ist die Weitergabe von gleich bleibenden Werten und Normen, die als vorbildhaft und nachahmenswert erachtet und von Generation zu Generation weitergegeben werden.“

## Problematik
Ungeklärt und dementsprechend umstritten ist die Frage, an welche Traditionen aus der militärischen Vergangenheit Österreichs, an welche „gleich bleibenden Werte und Normen“   das heutige Bundesheer anknüpfen kann und soll. Und es stellt sich die grundsätzliche Frage, ob das Konzept der „Traditionspflege“ der richtige Umgang mit der Vergangenheit ist, für Soldaten, aber auch für eine demokratische Gesellschaft überhaupt. Tradition bedeutet die Überlieferung, ihrer Pflege geht es, wie Max Weber das formuliert hat, um die Erhaltung der alten Ordnung. Sie will das erreichen „kraft Heilighaltung der Tradition“. Traditionspflege ist damit einer Geschichtsforschung immer entgegengesetzt. Denn deren Aufgabe ist es, Ordnungen zu kritisieren, also zu analysieren und zu erklären, nicht aber zu erhalten.
Der Historiker und Politologe Dieter A. Binder konstatiert zwar „anachronistische Züge“ in der Praxis der Traditionspflege, rechtfertigt jedoch die Praxis der Traditionspflege, da sie „auf ein modernes Gesellschaftsbild, das sich an den Anliegen des demokratischen Staates orientiert“, fokussiere. Das sei auch im ministeriellen Traditionserlass „klar definiert“. Und Binder plädiert daher auch dafür, das Heeresgeschichtliche Museum „unter anderem wegen der Traditionspflege im Verteidigungsressort“ zu belassen.
Die Analyse von Publikationen, die im Zusammenhang mit der militärischen Traditionspflege entstanden sind, die Untersuchung von diversen Ausstellungen in den Gedenkräumen der Kasernen zeigen allerdings ein anderes Bild: Kitschbilder vermeintlicher Helden und martialische Prosa dominieren.
Traditionspflege ist für die geistige Orientierung einer modernen Armee, der es nicht an Orientierung in der Welt fehlen sollte, in einem demokratischen Staat nicht mehr geeignet. Offizieren und Soldaten sollte es nicht an Orientierung in der Welt fehlen. Jede Streitmacht ist schlecht beraten, sich in der Auseinandersetzung mit ihrer eigenen Vergangenheit auf Traditionspflege zu verlassen.